# Ворнер (Альберта)
Ворнер (англ. Warner) — село в Канаді, у провінції Альберта, у складі муніципального району Ворнер № 5.

## Населення
За даними перепису 2016 року, село нараховувало 373 особи, показавши зростання на 12,7%, порівняно з 2011-м роком. Середня густина населення становила 321,6 осіб/км².
З офіційних мов обидвома одночасно володіли 5 жителів, тільки англійською — 355, а 5 — жодною з них. Усього 30 осіб вважали рідною мовою не одну з офіційних.
Працездатне населення становило 175 осіб (51,5% усього населення), рівень безробіття — 8,6% (0% серед чоловіків та 0% серед жінок). 77,1% осіб були найманими працівниками, а 22,9% — самозайнятими.
Середній дохід на особу становив $38 513 (медіана $28 608), при цьому для чоловіків — $45 001, а для жінок $32 215 (медіани — $35 328 та $22 976 відповідно).
29,9% мешканців мали закінчену шкільну освіту, не мали закінченої шкільної освіти — 25,4%, 46,3% мали післяшкільну освіту, з яких 16,1% мали диплом бакалавра, або вищий.
| Статево-вікова структура населення | Статево-вікова структура населення | Статево-вікова структура населення | Статево-вікова структура населення | Статево-вікова структура населення |
| ---------------------------------- | ---------------------------------- | ---------------------------------- | ---------------------------------- | ---------------------------------- |
|                                    |                                    |                                    |                                    |                                    |
| Всього                             | Всього                             | 54,1%45,9%                         |                                    |                                    |
| 0 — 14 років                       | 0 — 14 років                       |                                    | 13,9%                              | 13,9%                              |
| 15 — 64 років                      | 15 — 64 років                      |                                    | 54,2%                              | 54,2%                              |
| 65 і більше                        | 65 і більше                        |                                    | 31,9%                              | 31,9%                              |
| Середній вік (років)               | Середній вік (років)               | 45,849,9                           | 47,7                               | 47,7                               |
| Медіана (років)                    | Медіана (років)                    | 50,158,6                           | 55,8                               | 55,8                               |
| — чоловіки — жінки                 |                                    |                                    |                                    |                                    |

| Походження мешканців:     | Походження мешканців:     | Походження мешканців: | Походження мешканців: | Походження мешканців: |
| ------------------------- | ------------------------- | --------------------- | --------------------- | --------------------- |
| Походження                |                           |                       | осіб                  | %                     |
| Корінні американці        | Корінні американці        |                       | 10                    | 2.56%                 |
| Інше північноамериканське | Інше північноамериканське |                       | 95                    | 24.36%                |
| Європейське               | Європейське               |                       | 315                   | 80.77%                |
| британське                | британське                |                       | 195                   | 50%                   |
| французьке                | французьке                |                       | 60                    | 15.38%                |
| українське                | українське                |                       | 25                    | 6.41%                 |
| Океанійське               | Океанійське               |                       | 10                    | 2.56%                 |

| Зайнятість населення за галузями (за класифікацією NOC): | Зайнятість населення за галузями (за класифікацією NOC): | Зайнятість населення за галузями (за класифікацією NOC): | Зайнятість населення за галузями (за класифікацією NOC): | Зайнятість населення за галузями (за класифікацією NOC): |
| -------------------------------------------------------- | -------------------------------------------------------- | -------------------------------------------------------- | -------------------------------------------------------- | -------------------------------------------------------- |
|                                                          |                                                          |                                                          |                                                          |                                                          |
| Управління                                               | Управління                                               |                                                          | 14,3%                                                    | 14,3%                                                    |
| Бізнес, фінанси та адміністрування                       | Бізнес, фінанси та адміністрування                       |                                                          | 25,7%                                                    | 25,7%                                                    |
| Освіта, правозахист, муніципальні та урядові служби      | Освіта, правозахист, муніципальні та урядові служби      |                                                          | 11,4%                                                    | 11,4%                                                    |
| Роздрібна торгівля та послуги                            | Роздрібна торгівля та послуги                            |                                                          | 5,7%                                                     | 5,7%                                                     |
| Гуртова торгівля, транспорт та обладнання                | Гуртова торгівля, транспорт та обладнання                |                                                          | 25,7%                                                    | 25,7%                                                    |
| Природні ресурси, сільське господарство                  | Природні ресурси, сільське господарство                  |                                                          | 14,3%                                                    | 14,3%                                                    |

## Клімат
Середня річна температура становить 6°C, середня максимальна – 23,8°C, а середня мінімальна – -14,4°C. Середня річна кількість опадів – 412 мм.
| Клімат поселення                              | Клімат поселення | Клімат поселення | Клімат поселення | Клімат поселення | Клімат поселення | Клімат поселення | Клімат поселення | Клімат поселення | Клімат поселення | Клімат поселення | Клімат поселення | Клімат поселення | Клімат поселення |
| Показник                                      | Січ.             | Лют.             | Бер.             | Квіт.            | Трав.            | Черв.            | Лип.             | Серп.            | Вер.             | Жовт.            | Лист.            | Груд.            |                  |
| Середній максимум, °C                         | −0,65            | 2,89             | 6,86             | 13,09            | 18,22            | 22,29            | 23,69            | 23,78            | 18,60            | 13,14            | 5,10             | 0,64             |                  |
| Середня температура, °C                       | −7,51            | −3,97            | 0,02             | 6,21             | 11,37            | 15,43            | 17,92            | 18,01            | 12,84            | 7,40             | −0,65            | −5,12            |                  |
| Середній мінімум, °C                          | −14,37           | −10,84           | −6,85            | −0,64            | 4,50             | 8,56             | 12,19            | 12,25            | 7,08             | 1,64             | −6,41            | −10,87           |                  |
| Норма опадів, мм                              | 17               | 13               | 22               | 30               | 64               | 91               | 40               | 44               | 39               | 20               | 16               | 16               |                  |
| Середньомісячна швидкість вітру, м/с          | 5.04             | 4.70             | 4.90             | 5.00             | 4.70             | 4.30             | 3.89             | 3.80             | 4.10             | 4.82             | 5.10             | 5.20             |                  |
| Середньомісячна сонячна радіація, кДж/м²·день | 4558             | 8161             | 13156            | 17260            | 20856            | 22150            | 23805            | 20342            | 14633            | 9018             | 4908             | 3749             |                  |
| --------------------------------------------- | ---------------- | ---------------- | ---------------- | ---------------- | ---------------- | ---------------- | ---------------- | ---------------- | ---------------- | ---------------- | ---------------- | ---------------- | ---------------- |
| Джерело:                                      |                  |                  |                  |                  |                  |                  |                  |                  |                  |                  |                  |                  |                  |